# PMID
Il PMID (sigla dall'inglese: PubMed IDentifier oppure PubMed unique IDentifier) è un numero unico assegnato a ciascuna citazione PubMed degli articoli delle scienze della vita (anatomia, biochimica, biologia, fisiologia, ecc.) e agli articoli nelle pubblicazioni scientifiche appartenenti al campo bio-medico. Il relativo archivio PubMed Central può assegnare un ulteriore numero separato, un PMCID (PubMed Central Identifier), normalmente scritto con il prefisso PMC.
Nel 2005 vi erano circa 15-16 milioni di numeri PMID in uso, che cominciavano dal 1, e circa 1 milione di nuovi numeri vengono aggiunti ogni anno. L'etichetta "Unique Identifier" [UID] corrisponde al campo di ricerca usato nelle "query" di ricerca PubMed.

## Utilizzo
Usando il numero PMID come argomento di ricerca (con o senza l'etichetta del campo [uid]), l'abstract rilevante verrà mostrato da PubMed. Molteplici PMID in una ricerca forniranno uno o più abstract (informaticamente viene interpretata come un'operazione "OR"). Il testo "PMID" non deve essere incluso nel campo di ricerca.
Ad esempio: per cercare per  Chobanian AV, Bakris GL, Black HR, et al., The Seventh Report of the Joint National Committee on Prevention, Detection, Evaluation, and Treatment of High Blood Pressure: the JNC 7 report, in JAMA, vol. 289, n. 19, maggio 2003,  pp. 2560–72, DOI:10.1001/jama.289.19.2560, PMID 12748199.
Si può andare al website del NIH: http://www.ncbi.nlm.nih.gov/entrez/query.fcgi?db=PubMed
Digitare 12748199 nella finestrella di ricerca.
Per cercare in combinazione con altri termini, si deve includere l'etichetta del campo di ricerca (La "field tag"), ad.es., smith [au] AND (10403340 [uid] OR vaccines [mh]).
Si può anche digitare il numero PMID nella sezione "Entrez" con indirizzo https://www.ncbi.nlm.nih.gov/sites/entrez